# MC Hammer
MC Hammer eller Hammer, egentligen Stanley Kirk Burrell, född 30 mars 1962[källa behövs] i Oakland i Kalifornien, är en amerikansk rappare som var populär mellan 1980- och det tidiga 1990-talet. Han är känd för sina karaktäristiska haremsbyxor, och för att ha lämnat ett stort avtryck inom den kommersiella hiphopen.

## Tidigt liv
Som ung ville Hammer bli professionell basebollspelare, men hamnade istället i den amerikanska flottan. Efter sin tid i flottan återvände han till sina hemtrakter och började framföra musik i klubbar. Runt denna tiden startade han även sitt eget skivbolag, Bust It.

## Tidig karriär
MC Hammers debutalbum Feel My Power (1987), producerat av Felton Pilate från Con Funk Shun, sålde över 60 000 exemplar, vilket ledde till flera kontraktserbjudanden från större skivbolag.
Hammer vägrade till en början att skriva kontrakt med Capitol Records, men till slut gav han med sig efter att en avsevärd bonus tillkom till kontraktet. Hans debutalbum släpptes då ytterligare en gång, då under namnet Let's Get It Started (1988). Albumet sålde trippel-platinum (mer än 3 miljoner exemplar sålda). Titelspåret Turn This Mutha Out och Feel My Power spelades flitigt på R&B- och hiphop-radiostationer.
Med hans andra album, Please Hammer Don't Hurt 'Em (1990) kom hans mest kända och framgångsrika låt – U Can't Touch This. Låten baseras på en sampling av Super Freak av Rick James. Albumet innehåller också låtarna Have You Seen Her (cover på Chi-Lites version) och Pray (samplad från Princes When Doves Cry). Please Hammer Don't Hurt 'Em blev det första hiphopalbumet att nå diamantstatus (mer än 10 miljoner sålda exemplar).
Under 1990-talet turnerade Hammer i Europa. Turnén inkluderade en utsåld konsert vid National Exhibition Centre i Birmingham.
Ett bakslag kom då många började kritisera hans repetitiva texter, hans utstuderade  image och hans tilltro till sampling av andras låtar. Han blev förlöjligad i musikvideor av 3rd Bass och Ice Cube. Trots denna kritik fortsatte MC Hammers karriär. Snart började dockor, lunchboxar, kläder och andra produkter att säljas under hans namn.
I albumet Too Legit to Quit (1991) tog Hammer tillfälle i akt att svara på den kritik han fått. Med detta album hade han tagit bort förleden "MC" från sitt artistnamn och albumet blev väl mottaget av publiken och sålde stort. Titellåten blev en hit och en annan hit kom strax därefter – låten Addams Groove (som framträdde både på soundtracket till The Addams Family och på vinyl-versionen av Too Legit to Quit).

## Diskografi
- Feel My Power (1987) (återsläppt som Let's Get It Started år 1988)
- Please Hammer Don't Hurt 'Em (1990)
- U Can't Touch This (1990)
- Too Legit to Quit (1991)
- The Funky Headhunter (1994)
- Inside Out (1995)
- Greatest Hits (1996)
- Family Affair (1998)
- The Hits (2000)
- Active Duty (2001)
- Full Blast (2003)
- Look 3X (2006)
- DanceJamtheMusic (2009)